# Sistema electoral dels Països Baixos
El sistema electoral dels Països Baixos està establert en la Llei electoral de 28 de setembre de 1989 i és considerat un dels sistemes electorals més proporcionals del món. La Llei electoral ha estat modificada multitud de vegades, sent la última reforma de l'octubre de 2009.

## Elecció de la Segona Cambra
La Segona Cambra (Cambra de Representants o, en neerlandès, Tweede Kamer) és d’elecció directa per sufragi universal de la ciutadania neerlandesa major de 18 anys. Aquesta vota de manera voluntària i cada quatre anys. L’Estat s’ha dividit en dinou districtes electorals, encara que tan sols a efectes administratius, ja que els 150 escons d’aquesta cambra s’assignen en una única circumscripció que avarca tot el país.

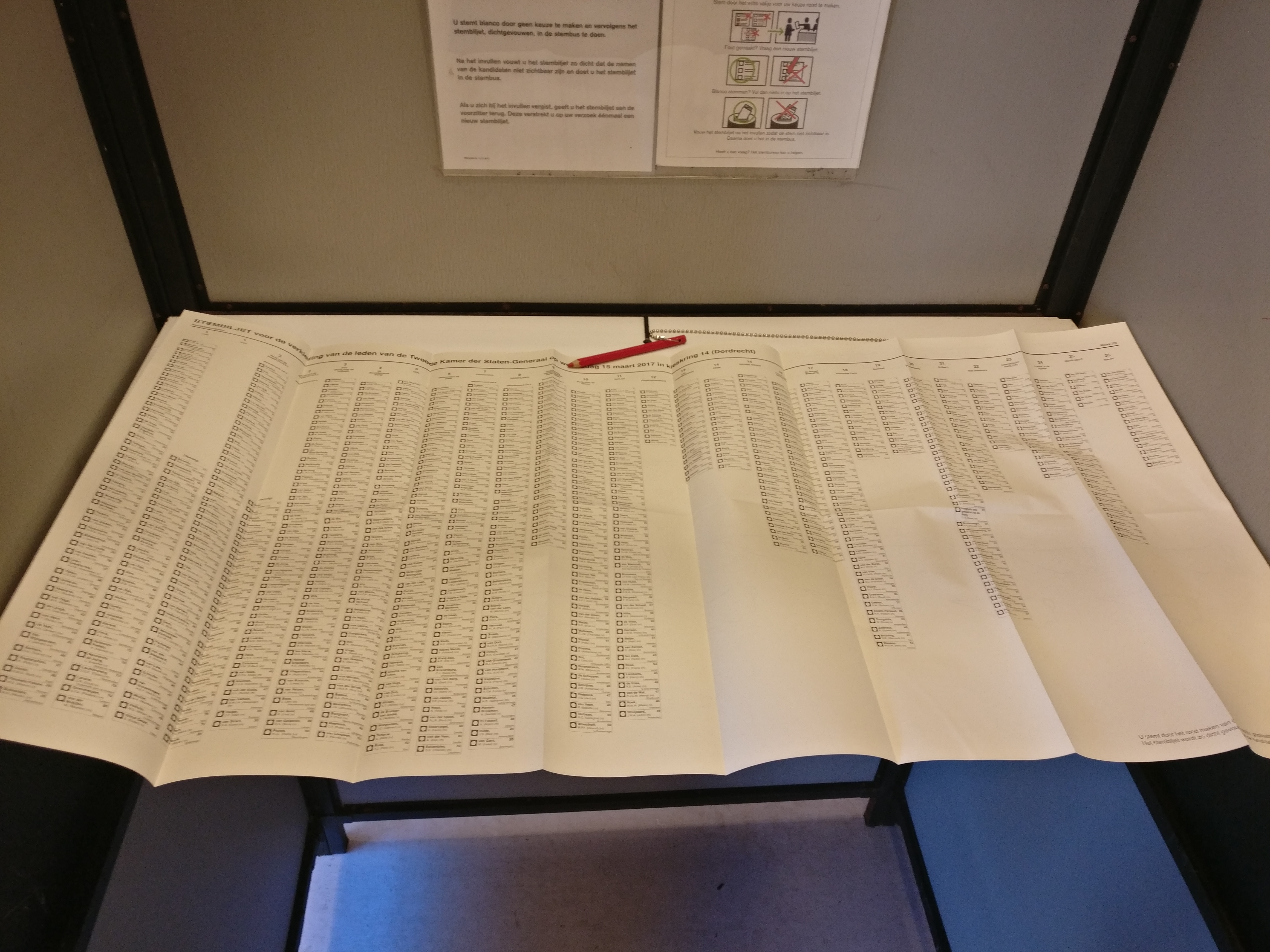
Butlleta electoral de les eleccions generals dels Països Baixos de 2017.

Els partits polítics presenten les seves llistes electorals a cada districte. Poden presentar fins a 50 o 80 noms en cada districte, depenent dels resultats en les eleccions anteriors, i aquests poden repetir-se o situar-se en posicions diferents en cada llista. Encara que a la pràctica, se sol presentar la mateixa llista a tots els districtes. La butlleta electoral és un document de grans dimensions, que consisteix en una llista amb tots els candidats classificats per partits. Els electors han de marcar el vot a un candidat (vot preferencial). Tot i això, la majoria de votants marquen la candidata que encapçala la llista del partit perquè no tenen preferències. Es tracta doncs de llistes obertes i desbloquejades.
Els vots s’agrupen per partit i s’assignen els escons amb la quota Hare. És a dir, es calcula la quota electoral (total de vots/150) i s’assignen tants escons al partit com nombre de quotes ha obtingut. Per als escons residuals s’utilitza la fórmula D’Hondt. El llindar s’ha establert al percentatge de vots necessaris per obtenir un escó a la Segona Cambra (1/150), és a dir, el 0,67 % dels vots.
Els escons s’assignen primer als candidats que han superat en vots la quota electoral dividida entre quatre, i després, els escons restants a partir de l’ordre que ocupen en les llistes electorals.
El sistema electoral neerlandès permet el apparentment o associació de partits que concorren a les eleccions amb llistes separades però que s’ajunten en el recompte i assignació d’escons. Aquesta mesura afavoreix els partits petits perquè així poden sumar més vots en l’assignació d’escons residuals i sofrir menys impacte per la fórmula D’Hondt.
Els partits de nova formació o grups d’interès organitzats que no tenen membres al parlament han de pagar una dipòsit de 11.250 €. Aquest és retornat si el partit o grup aconsegueix almenys tres quartes parts del nombre de vots per aconseguir un escó, és a dir, un 0,5 % dels vots.

## Elecció de la Primera Cambra
La Primera Cambra (Senat o, en neerlandès, Eerste Kamer) s’elegeix de manera indirecta a través de les 12 diputacions provincials dintre dels tres mesos posteriors de l'elecció de les diputacions. Aquestes són elegides per sufragi universal per un període de quatre anys. El nombre de membres de cada diputació depèn del nombre d’habitants i pot oscil·lar entre 31 i 83.

## Observacions
El vincle entre el votant i el membre elegit és dèbil, i el votant no té possibilitat d’expressar les seves opinions sobre la coalició de govern. El sistema de circumscripció única comporta un alt poder als òrgans nacionals en front als regionals en aspectes crucials com la composició de les llistes electorals.